# Тайс Тенг
Тайс Тенг (справжнє ім'я — Тейс ван Еббенхорст Тенгберген; 1952, Гаага) — нідерландський письменник-фантаст, автор більш ніж сотні книжок для дітей і дорослих нідерландською мовою, ілюстратор і скульптор. Чотириразовий лауреат Премії Гарленда. Його книжки перекладені німецькою, англійською, французькою та фінською.

## Біографія
Тайс Тенг народився 14 квітня 1952 року у місті Гаага (провінція Південна Голландія). У дитинстві мріяв стати астронавтом або водолазом-шукачем підводних скарбів. Спочатку мав проблеми з читанням і займався з репетитором, пізніше подолав свою відразу до читання і навіть став писати власні оповідання. Також ще з дитинства виявив схильність до малювання. Деякий час вивчав біологію, проте залишив навчання, аби сконцентруватися на живописі та письменництві.
Близько 1971 року Тайс Тенг вже був визнаним художником-ілюстратором. Його інтерес до наукової фантастики сприяв його затребуваності серед видавців, які спеціалізувалися на цьому жанрі. У 1970-х роках наукова фантастика була в Нідерландах дуже популярною і Тайс Тенг ілюстрував обкладинки багатьох видань у Нідерландах і Німеччині. Зокрема, він проілюстрував стільки книг із серії про Перрі Родана, що, за його словами, довго не міг дивитися на космічні кораблі та фаєрболи. З часом Тайс Тенг став відомим у світі нідерландської наукової фантастики, він брав участь у виданні таких спеціалізованих видань як «King Kong» та «Holland SF-SF», а також створив дизайн статуетки для Нагороди Кінг-Конга (попередниці Премії Гарленда). Цікаво, що Тайс Тенг пізніше неодноразово здобував цю нагороду як автор фантастичних оповідань. Пізніше Тайс Тенг сконцентрувався переважно на ілюстрації книжок для американського ринку, переважно у жанрах наукової фантастики, фентезі чи жахів. Також Тенг захоплюється скульптурою, малює мурали та театральні декорації.
У 1980-х роках Тенг почав писати книжки для молоді. Його перша книга «Als de cactussen zachtjes fluiten» вийшла 1982 року. З того часу в творчому доробку Тенга — більш, ніж 100 книжок для дітей для дорослих. Це переважно жахи та наукова фантастика, але є й детективні та історичні романи. Деякий час Тайс Тенг був, разом із письменниками Паулем ван Лоном і Бісом ван Еде, членом так званого Товариства Жахів (Griezelgenootschap) — групи письменників, що писала виключно страшні оповідання для дітей; Товариство припинило існування у 2004 році. У 2010-х роках Тенг почав співпрацювати з іншим нідерландським письменником Йаапом Букестейном.
Тайс Тенг пише книги виключно нідерландською чи англійською мовами, останньою він написав 25 оповідань і один роман «The Emerald Boy». Також користується псевдонімами Бен Берген (Ben Bergen) та Ебан Хаурст (Eban Hourst).
Мешкає в Амерсфорті з дружиною Йос'є Схунмакерс (Josje Schoenmakers) і трьома дітьми.

## Літературні нагороди
- 1972 — SFAN Award (за твір «Mijn liefde is geen stenen bloem»)
- 1979 — Нагорода Кінг-Конга (за твір «En mijn tred verdampt purperen oceanen»)
- 1984 — Нагорода Кінг-Конга (за твір «Fuga in frictieloos porselein»)
- 1985 — Нагорода Кінг-Конга (за твір «Het uitzicht van hoge plaatsen»)
- 1989 — Нагорода Кінг-Конга (за твір «Drie Snapshots van Utopia»)
- 1990 — Bemoste Beeld-prijs (за твір «Buitendijks, in straten van licht»)
- 2010 — Archeon Oeuvreprijs 2010 (за загальні заслуги)[8]